# Hoste (district de Galanta)
Pour les articles homonymes, voir Hoste.
Hoste (allemand : Gest, hongrois : Gezt) est un village de Slovaquie situé dans la région de Trnava.

## Histoire
Première mention écrite du village en 1231.

## Démographie

### Évolution de la population
| Année:               | 1994. | 2004.   | 2014.   | 2024.    |
| -------------------- | ----- | ------- | ------- | -------- |
| Nombre de personnes: | 496   | 504     | 486     | 431      |
| Différence:          |       | +1,61 % | -3,57 % | -11,31 % |

| Année:               | 2023. | 2024.   |
| -------------------- | ----- | ------- |
| Nombre de personnes: | 432   | 431     |
| Différence:          |       | -0,23 % |